# Шевцов (Брянская область)
Шевцо́в — посёлок в Унечском районе Брянской области. Входит в состав Унечского городского поселения.

## География
Посёлок находится в центральной части Брянской области, у северо-восточной окраины города Унеча, административного центра района.

### Часовой пояс
Посёлок Шевцов, как и вся Брянская область, находится в часовой зоне МСК (московское время). Смещение применяемого времени относительно UTC составляет +3:00.

## История
Упоминался с 1930-х годов. На карте 1941 года отмечен как поселение с 15 дворами.

## Население
| 2010 | 2013 |
| ---- | ---- |
| 29   | ↘28  |

### Национальный состав
Согласно результатам переписи 2002 года, в национальной структуре населения русские составляли 100 % из 30 чел.